# Ácido pícrico
O ácido pícrico é um composto altamente explosivo que antigamente foi utilizado na fabricação de armamentos, principalmente na produção de granadas, mas também, na produção de fármacos contra queimaduras. Esse ácido reage com a creatinina do sangue (a reação produz um tom amarelado). Com isso pode se medir a quantidade de creatinina no sangue.
Também conhecido como trinitrofenol, sólido de cor amarela, altamente tóxico e de forte acidez, é sensível ao choque, explode a 300 °C. 
Usos: na medicina; na indústria para tingimentos, baterias elétricas, ataque químico à amostras de metais para análise metalográfica.
Irritante para a pele, olhos e trato respiratório. A inalação pode causar danos aos pulmões. A exposição crônica pode causar danos hepáticos ou renais.
É um subproduto residual da fabricação do ácido adípico pela oxidação do ciclohexanol e ciclohexanona com ácido nítrico.
Deve-se a Eugène Turpin, químico francês, a síntese do ácido pícrico.